# Pseudaletia separata
Pseudaletia separata är en fjärilsart som beskrevs av Walker 1865. Pseudaletia separata ingår i släktet Pseudaletia och familjen nattflyn. Inga underarter finns listade i Catalogue of Life.